# Screamadelica Live
Albums de Primal Scream
Beautiful Future
(2008) More Light
(2013)
Screamadelica Live est le deuxième album live du groupe écossais de rock indépendant Primal Scream sorti le 31 mai 2011 sur le label Eagle Rock Entertainment.

## Liste des chansons
| No  | Titre                    | Durée |
| --- | ------------------------ | ----- |
| 1.  | Movin' on Up             |       |
| 2.  | Slip Inside This House   |       |
| 3.  | Don't Fight It, Feel It  |       |
| 4.  | Damaged                  |       |
| 5.  | I'm Comin' Down          |       |
| 6.  | Shine Like Stars         |       |
| 7.  | Inner Flight             |       |
| 8.  | Higher Than the Sun      |       |
| 9.  | Loaded                   |       |
| 10. | Come Together            |       |
| 11. | Accelerator              |       |
| 12. | Country Girl             |       |
| 13. | Jailbird                 |       |
| 14. | Burning Wheel            |       |
| 15. | Suicide Bomb             |       |
| 16. | Shoot Speed / Kill Light |       |
| 17. | Swastika Eyes            |       |
| 18. | Rocks                    |       |